# Canal do Midi
O Canal do Midi (em francês:  Canal du Midi) é um canal que se localiza na região do Midi, na França. É o mais antigo canal marítimo da Europa ainda em funcionamento.
Navegável entre o rio Garonne, na altura de Toulouse, e Sète, no mar Mediterrâneo, numa extensão de 240 quilômetros, permite a comunicação entre o oceano Atlântico e o Mediterrâneo.
Foi projetado no século XVII por Pierre-Paul Riquet e seu filho, Nathan-paul riquet, como solução econômica, militar e política, para transportar mercadorias, evitando a navegação em águas abertas, evitando o estreito de Gibraltar e o contorno da Península Ibérica.
Inaugurado em 1681, ao longo de seu percurso encontram-se trezentas e cinquenta obras de arte, entre pontes, eclusas e aquedutos. Atravessa regiões como o Languedoque, Aude e Minerve, além de cidades de importância econômica e histórica como Béziers, Narbona, Toulouse, Le Somail, Homps, Trèbes, Carcassone e Castelnaudary.
Em nossos dias, desde 1996, encontra-se classificado como Patrimônio da Humanidade pela UNESCO. Atualmente tem função exclusivamente turística, estimando-se o 50 mil o número de pessoas que o visitam, anualmente, em embarcações alugadas por mais de quarenta operadoras na região.

## Imagens

Trajeto do Canal do Midi no sul da França.
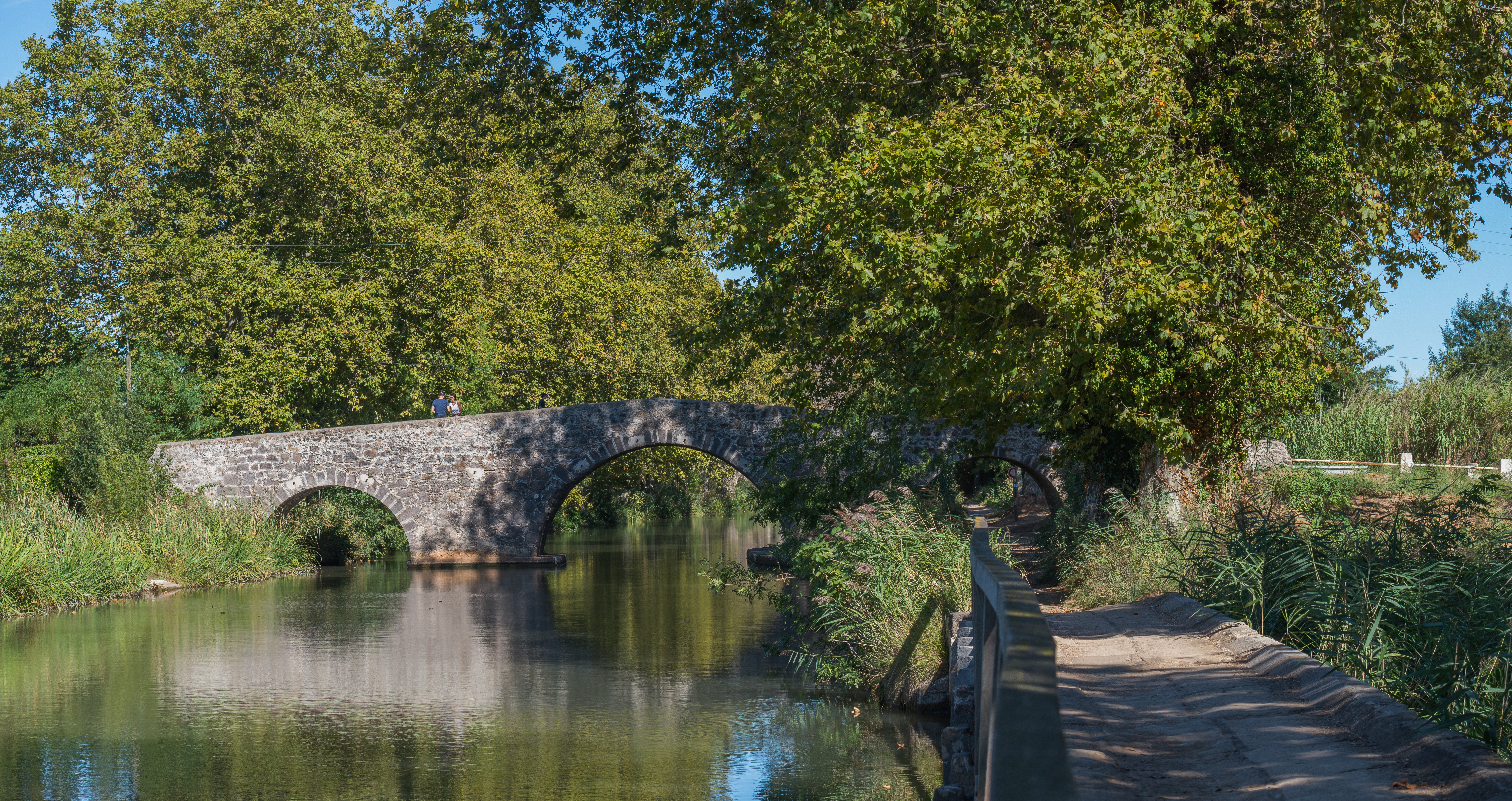
Ponte de Saint-Joseph